# Varjazi
Pojam Varjazi (staronordijski: Væringjar, grčki: Βάραγγοι / Varangoi, ukrajinski/ruski: варяги / varjagi) podrazumijeva se kao naziv za srednjovjekovne germanske osvajače Vikinge na prostorima istočne Europe odnosno Rusije, Ukrajine, Bjelorusije i Bizanta. Riječ "Varjazi" ima staronordijsko porijeklo od osnove "var" (zakletva) što u konačnom smislu označava "družinu pod zakletvom".

## Aktivnost Varjaga
Varjazi su bili germanske naoružane skupine ljudi, uglavnom s prostora današnje Švedske i Norveške, međusobno povezane raznim oblicima zakletvi i prisega te trgovačkim interesima. Iste skupine posebno su bile aktivne između 8. i 12. stoljeća na Baltiku i u istočnoj Europi. Kao prijevozno sredstvo koristili su manje brodovlje koje se kretalo brzim rijekama istočnoeuropske nizine, kao što su Volhov, Neva, Volga, Dnjepar, Dnjestar i Don. Njihovo ključno središte od 9. stoljeća predstavljao je grad Kijev i bliža okolica poznatija kao Rus'ka zemlja odnosno stara Rus'.
Varjazi su bili uglavnom ratnici i trgovci, ali i poljodjelci, a na svojim trgovačkim putovanjima prelazili su preko rijeke Dnjepar kao glavnog trgovačkog puta ponajviše središnju Ukrajinu, Crno more sve do Carigrada. U Carigradu i Kijevu su bili osobna garda istočnorimskih careva i kijevskih kneževa, a preko Kaspijskog jezera su stizali sve do dalekog Bagdada. Generacije tjelesnih straža raznih staroruskih vladara već od 8. stoljeća su imale varjaško porijeklo, a takva je tradicija ostala uvriježena sve do 14. stoljeća.

## Osnivanje države
Varjazi od 7. stoljeća naseljavaju prostore istočnih Slavena, prvo kao ratni plaćenici, a zatim kao plemići i vodeći sloj. U 9. stoljeću zajedno s ukrajinskim plemenom Poljanima potakli su osnivanje prve istočnoslavenske države Kijevske Rusi. Do kraja 10. stoljeća ti su Skandinavci trajno naselili središnju Ukrajinu, a potom šire prostore Bjelorusije i Rusije. Iako je postojala svijest o germanskim korijenima, svi pridošli Varjazi do početka 11. stoljeća su bili slavenizirani. Varjazi su zajedno s Poljanima u 10. stoljeću formirali naziv Rusiči odnosno Rusini, a taj je pojam kasnije u zapadnim izvorima transliteriran kao Russi i Ruteni.
Sve do 13. stoljeća Varjazi su nastavili dolaziti kao ratnici-plaćenici iz Skandinavije da bi zaradili u službi Kijevske Rusi. Njih su i dalje nazivali Varjazima, za razliku od onih integriranih, koji su postali poznati kao Rusiči-Rusini. Taj su naziv sve do 20. stoljeća zadržali Ukrajinci koji su u tom srednjovjekovnom razdoblju preuzeli mnoge kulturološke karakteristike Varjaga pa tako i sam naziv "Rus" čije porijeklo i značenje nije sasvim utvrđeno i predmet je rasprave između nekoliko povijesnih teorija. Najpoznatje teorije su "Normanska" i "Anti-normanska" odnosno ona koja tvrdi da je pojam "Rus" slavenskog porijekla.

## Međukulturni utjecaji
Varjazi su ostavili najviše traga na ratnički odnosno buntovni mentalitet istočnoslavenskog puka, no na same Varjage i njihove potomke veliki su utjecaj također imali lokalni Slaveni obogaćeni bizantskim kulturnim utjecajem koji su mnoga kulturna bogatstva prenosili na prostore Skandinavije odnosno u prvom redu na prostore Švedske. Svi su ti postupci djelomično stvorili preduvjete da se Švedska razvije u jedno od najajačih europskih carstava početkom 17. stoljeća. 
Ukrajinski kozaci odnosno Zaporošci u svojim su kulturološkim atributima imali mnoge germanske karakteristike stečene od Gota i potom Varjaga. Njihov avanturistički način ratovanja i plaćenička služba u izričitoj su mjeri nalikovali stilu života i mentalitetu Varjaga. Velikim ideologom slavne povijesti Kijevske Rusi u kojoj su Varjazi odigrali veliku ulogu postali su Rusi u 18. stoljeću kada je stvoreno Rusko Carstvo. Rusi, Ukrajinci i Bjelorusi do danas su zadržali neke kulturološke karakteristike koje se vežu za vikinško razdoblje.

## Vanjske poveznice
- Povijest i kultura Vikinga (BBC)